# Виейра, Антонио Карлос
Антонио Карлос Виейра (порт. Antônio Carlos Vieira; род. 7 февраля 1956) — бразильский футболист и тренер.

## Карьера
В качестве игрока выступал за клубы Бразилии, Боливии, Парагвая и Чили. В качестве тренера работал с коллективами Южной, Центральной и Северной Америки. Также специалист руководил сборными Белиза и Восточного Тимора (дважды).

## Футболиста
- Чемпион Парагвая (1): 1986.

## Тренера
- Чемпион Сальвадора (2): 1999 (Ап.), 2000 (Ап.).
- Обладатель Кубка Сальвадора (1): 1999/2000.